# Ars dictandi
Ars dictandi (sztuka dyktowania, z łac. dictare – dyktować) – średniowieczna teoria układania tekstów pisanych, głównie listów oraz dokumentów, która oddziałała na całą twórczość prozatorską, a w pewnym stopniu również na poezję. 
Sformułowano ją około połowy XI wieku we Włoszech. Pierwszymi prawodawcami nowego stylu byli: Alberyk z Monte Cassino (ok. 1030-po 1105), Jan z Gaety, który z końcem XI wieku zreformował styl kancelaryjny kurii rzymskiej; w XII stuleciu głównie: Adalbertus Samaritanus, Henricus Francigena, Hugo z Bolonii oraz anonimowy autor dzieła pt. Rationes dictandi (Zasady dyktowania). Z Włoch teoria i praktyka „dyktatu” przeniosła się do Francji. Tam rozwinęła się zwłaszcza w okolicach Tours, Orleanu i Le Mans. Jednym z głównych jej zwolenników stał się prozaik i poeta Hildebert de Lavardin. Z terenu Polski znane są dwa dzieła z połowy XV w. poświęcone arc dictandi: traktat Ars dictaminis i Retoryka Krakowska.
Ars dictandi odróżniała dwa typy stylu prozatorskiego:
- prosty – przeznaczony dla ludzi mniej wykształconych,
- ozdobny – przeznaczony dla elity intelektualnej.

Proza ozdobna powinna posługiwać się zdaniami rozwiniętymi, zbudowanymi z wyraźnie wyodrębnionych i symetrycznie układanych członów: dłuższych (coma) lub krótszych (cola). Tekst słowny powinien odznaczać się dźwięcznością, którą łączono ze stosowaniem rytmu, wiążącego kolejne człony i ewentualnie zakończenia następujących po sobie zdań i rytmicznością, ważną zarówno na początku, jak i w środku członu lub zdania, szczególnego znaczenia nabierała w zakończeniu, gdzie zyskiwała ściśle określoną strukturę formalną, zwaną cursus (dosł. bieg, skok).
Stosowanie w praktyce zasad ars dictandi, obejmującej także reguły komponowania utworu, przyczyniło się do powstania prozy i poezji łacińskiej o wysokim stopniu organizacji artystycznej. Liczne jej przykłady można odnaleźć w różnych formach ówczesnego piśmiennictwa, m.in. w hagiografii i w dziejopisarstwie.